# Бехер, Ульрих
Ульрих Бехер (нем. Ulrich Becher; 2 января 1910, Берлин — 15 апреля 1990, Базель) — немецко-австрийский писатель.

## Биография

### Ранние годы
Ульрих Бехер родился 2 января 1910 года в Берлине. Поступил в Берлинский университет, где он быстро определился с политической ориентацией, примкнув к левым демократическим силам, неоднократно выражал отвращение нараставшим в немецком обществе национализму и милитаризму. В то же время проявляются его первые стремления к самостоятельному творчеству: он увлекается живописью и становится учеником известного художника Георга Гросса. Бехер сближается с близкими Гроссу людьми, левой интеллигенцией, среди которых режиссёр Эрвин Пискатор, писатель Макс Герман-Нейсе, художники Джон Хартфилд и Макс Пехштейн, издатели Виланд Херцфельде и Эрнст Ровольт.
В 1928 году Бехер создает одно из первых своих литературных произведений — пьесу «Никто». Она была написана под влиянием разразившегося скандала вокруг Георга Гросса, который был осужден по обвинению в богохульстве за издание антивоенной литографии «Христос в противогазе». Однако осуществить постановку пьесы в Германии в тогдашних условиях оказалось невозможным. Премьера состоялась лишь в 1936 году в Берне. Тем не менее в 1932 году Бехер издает сборник рассказов «Мужчины совершают ошибки». Менее чем через год эта книга была сожжена фашистами наряду с многими другими произведениями «дегенеративных писателей».

### Жизнь в эмиграции
После прихода к власти нацистов Бехер больше не мог оставаться в Германии: ещё в 1932 году он участвовал в схватке с ними в Берлинском университете. Впоследствии он писал:

В 1933 году в ночь поджога рейхстага покинул Германию, чтобы избежать — будучи её самым младшим «дегенеративным писателем» и младшим членом круга Георга Гросса — опасности ареста.

Бехер переезжает в Вену, получает австрийское гражданство, однако в 1938 году, в день аншлюса Австрии, вынужден бежать в Швейцарию, где ещё в 1936 году вышла его вторая книга — сборник «Завоеватели».
Но и здесь Бехер не мог задерживаться надолго: вплотную подступает угроза выдачи германским властям. Поэтому весной 1941 года он покидает Европу. С документами на чужое имя он пересекает вишистскую Францию, франкистскую Испанию, салазаровскую Португалию и, наконец, на испанском корабле добирается до Бразилии, где живёт сначала в Рио-де-Жанейро, а затем на удалённой ферме в сельве. Через три года он переезжает в США, в Нью-Йорк. В годы странствий Бехер в основном пишет публицистические статьи в антифашистских изданиях, выходящих в Швейцарии, Франции, Аргентине, Мексике и США.

### Послевоенная деятельность
Богатый опыт, накопленный за годы эмиграции, активно реализуется в послевоенные годы в прозаических и драматических произведениях Бехера. Он описывает то, что видел и пережил в Австрии (повесть «В начале пятого»), Швейцарии (роман «Охота на сурков»), Бразилии (пьесы «Самба» и «Макумба»), США (пьеса «Огненная вода», «Нью-Йоркские повести», роман «Профиль»). Его произведения проникнуты осознанием ответственности за судьбы человечества в условиях современных глобальных угроз, отрицанием иллюзорного бегства от решения насущных проблем.
До конца жизни Бехер оставался австрийским гражданином, хотя большую часть времени прожил в Швейцарии, осев в Базеле.

## Произведения
- Мужчины совершают ошибки (Männer machen Fehler, сб. рассказов, 1932).
- Никто (Niemand, пьеса, 1934).
- Завоеватели (Die Eroberer, сб. рассказов, 1936).
- Карл Бокерер (Der Bockerer, пьеса, 1946, экранизация Франца Антеля в 1981).
- Reise zum blauen Tag (сборник стихов, 1946).
- Nachtigall will zum Vater fliegen (сб. рассказов, 1950).
- Brasilianischer Romanzero (1950).
- В начале пятого (Kurz nach 4, роман, 1957, рус. изд. — 1971).
- Spiele der Zeit — Samba (Самба); Feuerwasser (Огненная вода); Die Kleinen und die Großen (пьесы, 1957).
- Сердце акулы (Das Herz des Hais, роман, 1960, рус. изд. — 2004).
- Spiele der Zeit, Bd. 2 — Niemand (Никто); Makumba (Макумба); Mademoiselle Löwenzom (пьесы, 1968).
- Охота на сурков (Murmeljagd, роман, 1969, рус. изд. — 1976).
- Профиль (Das Profil, роман, 1973).
- Бывшее казино Вильяма (William’s Ex-Casino, роман, 1973).
- SIFF. Selektive Identifizierung von Freund und Feind (сб. эссе, 1978).
- Franz Patenkindt (1979).
- Vom Unzulänglichen der Wirklichkeit (сб. рассказов, 1983).
- Abseits vom Rodeo (новелла, 1991).